# Nesomyndus australis
Nesomyndus australis är en insektsart som beskrevs av Jacobi 1917. Nesomyndus australis ingår i släktet Nesomyndus och familjen kilstritar.
Artens utbredningsområde är Madagaskar. Inga underarter finns listade i Catalogue of Life.